# X Concilio de Toledo
El X Concilio de Toledo fue convocado por el rey Recesvinto en el año 656.
El concilio se abrió el 1 de diciembre de 656, octavo año de Recesvinto, rey, con la asistencia de 20 obispos, entre ellos los metropolitanos, el de Toledo, Eugenio II, el de Braga, Fructuoso y el de Sevilla, Fugitivo), no asistieron obispos de la Narbonense y Tarraconense. 
En el concilio se trataron diversos temas, entre ellos las penas por el quebrantamiento del juramento de lealtad al rey por clérigos y laicos, estableciéndose que el culpable sería secularizado o exilado. En otro canon se hace referencia al alto precio injustificado de las ventas efectuadas por sacerdotes, de esclavos cristianos a los judíos. Los obispos declararon que los clérigos que en el futuro se dedicaran al comercio de esclavos cristianos con los judíos serían expulsados de la Iglesia. Se redactaron cánones relativos a la disciplina eclesiástica y se trataron dos asuntos internos de la Iglesia: la destitución del obispo de Braga Potamio, que había violado el voto de castidad, y la anulación del testamento del obispo de Dumio Ricimiro, por dar la libertad a los esclavos de la Iglesia y haber repartido entre los pobres los bienes y rentas del obispado o haberlas vendido a un precio muy bajo.